# Daniel Becerra de la Flor
Daniel Becerra de la Flor (Moquegua, 23 de enero de 1906 - Lima, 1 de marzo de 1987) fue un médico y político peruano. Fue presidente del Consejo de Ministros y ministro de Salud Pública y Asistencia Social (1965-1967), en el primer gobierno del presidente Fernando Belaúnde Terry. Fue también senador de la República (1963-1968).

## Biografía
Fue hijo de Daniel Becerra Ocampo y de Isabel de la Flor. Cursó sus estudios escolares en el Colegio Nacional de La Libertad, de su ciudad natal, Luego pasó a cursar sus estudios superiores en la Universidad Nacional Mayor de San Marcos. Se recibió de médico cirujano. Fue discípulo del reputado cirujano Guillermo Gastañeta.
Ejerció su profesión en la clínica privada del Hospital Loayza y en el antiguo Hospital Italiano. Fue el segundo presidente de la Sociedad de Gastroenterología del Perú (1954).
En el campo de la política, militó en el partido Acción Popular liderado por el arquitecto Fernando Belaúnde Terry y fue elegido senador de la República en 1963 por el departamento de Moquegua. Ejerció su período parlamentario de 1963 a 1968. Al producirse la dimisión del gabinete Schwalb, fue invitado para presidir un nuevo gabinete y tomar las riendas de la cartera de Salud. Juramentó el 15 de septiembre de 1965, siendo todos los miembros de su consejo ministerial de origen parlamentario. Duró casi dos años en el poder, debiendo renunciar tras la fuerte devaluación de la moneda ocurrida el 1 de septiembre de 1967, devaluación que fue de un 40% y que ocasionó el malestar de la población.
Fue presidente de la Academia Peruana de Cirugía (1968-1970), presidente del XVII Congreso Peruano de Cirugía (1970) y presidente de la Sociedad Peruana de Gastroenterología (1970). Asimismo, fue miembro de numerosas sociedades médicas nacionales y extranjeras

## Publicación
- Historia de una vocación: Vida y obra de Guillermo Gastañeta, maestro y misionero de la cirugía en el Perú (Lima, 1984).